# العلاقات الأمريكية العمانية
العلاقات الأمريكية العمانية هي العلاقات الثنائية التي تجمع بين الولايات المتحدة وسلطنة عمان.

## مقارنة بين البلدين
هذه مقارنة عامة ومرجعية للدولتين:
| وجه المقارنة                                              | الولايات المتحدة                                                                                                  | سلطنة عمان    |
| --------------------------------------------------------- | --- | ------------- |
| المساحة (كم2)                                             | 9.83 مليون | 309.50 ألف    |
| عدد السكان (نسمة)                                         | 311.58 مليون | 4.64 مليون    |
| الكثافة السكانية (ن./كم²)                                 | 31.7 | 14.99         |
| العاصمة                                                   | واشنطن العاصمة | مسقط          |
| اللغة الرسمية                                             | لغة إنجليزية | اللغة العربية |
| العملة                                                    | دولار أمريكي | ريال عماني    |
| الناتج المحلي الإجمالي (بليون دولار)                      | 19.39 تريليون | 72.64 مليار   |
| الناتج المحلي الإجمالي (تعادل القوة الشرائية) بليون دولار | 18.04 تريليون | 179.49 مليار  |
| الناتج المحلي الإجمالي الاسمي للفرد دولار أمريكي          | 56.12 ألف | 15.55 ألف     |
| الناتج المحلي الإجمالي للفرد دولار أمريكي                 | 54.63 ألف | 38.63 ألف     |
| مؤشر التنمية البشرية                                      | 0.920 | 0.793         |
| رمز المكالمات الدولي                                      | +1 | +968          |
| رمز الإنترنت                                              | .us، حكومة، .mil، Edu.                                                                                            | عمان          |
| المنطقة الزمنية                                           | توقيت ساموا الأمريكية، توقيت أطلنطي موحد، منطقة زمنية وسطى، توقيت ألاسكا ‏، المنطقة الزمنية الجبلية، توقيت تشامرو ‏ | ت ع م+04:00   |

## منظمات دولية مشتركة
يشترك البلدان في عضوية مجموعة من المنظمات الدولية، منها:
| علم المنظمة | اسم المنظمة                               | تاريخ انضمام الولايات المتحدة | تاريخ انضمام سلطنة عمان |
| ----------- | ----------------------------------------- | ----------------------------- | ----------------------- |
|             | وكالة ضمان الاستثمار متعدد الأطراف        | 12 أبريل 1988                 | 1989                    |
|             | الاتحاد الدولي للاتصالات                  | 1 يوليو 1908                  | 28 أبريل 1972           |
|             | يونسكو                                    | 4 نوفمبر 1946                 | 10 فبراير 1972          |
|             | الأمم المتحدة                             | 24 أكتوبر 1945                | 7 أكتوبر 1971           |
|             | المركز الدولي لتسوية المنازعات الاستشارية | 14 أكتوبر 1966                | 1995                    |
|             | البنك الدولي للإنشاء والتعمير             | 27 ديسمبر 1945                | 1971                    |
|             | مؤسسة التمويل الدولية                     | 20 يوليو 1956                 | 1973                    |
|             | منظمة الشرطة الجنائية الدولية             | ?                             | ?                       |
|             | مؤسسة التنمية الدولية                     | 24 سبتمبر 1960                | 1973                    |
|             | الاتحاد البريدي العالمي                   | ?                             | ?                       |
|             | منظمة حظر الأسلحة الكيميائية              | ?                             | ?                       |
|             | المنظمة الهيدروغرافية الدولية             | ?                             | ?                       |
|             | الفريق المعني برصد الأرض                  | ?                             | ?                       |
|             | منظمة التجارة العالمية                    | ?                             | 2000                    |

## أعلام
هذه قائمة لبعض الشخصيات التي تربطها علاقات بالبلدين:
- وليام ستولتزفوس (دبلوماسي أمريكي، 3 نوفمبر 1924 – 6 سبتمبر 2015)

## وصلات خارجية
- موقع وزارة الخارجية الأمريكية
- موقع وزارة الخارجية العمانية